# Lake Success
Lake Success – wieś w Stanach Zjednoczonych, w stanie Nowy Jork, w hrabstwie Nassau.